# Смит, Ларри (продюсер)
Лоуренс Смит (англ. Lawrence Smith); (11 июня 1951, Куинс, Нью-Йорк — 19 декабря 2014, Куинс, Нью-Йорк), более известный под сценическим псевдонимом Ларри Смит (англ. Larry Smith) — афроамериканский музыкант и музыкальный продюсер в жанре хип-хоп. Он наиболее известен совместным продюсированием (с Расселлом Симмонсом) альбомов Run-D.M.C., Run-D.M.C. (1984) и King of Rock (1985) и сольное продюсирование альбомов Whodini, Escape (1984) и Back in Black  (1986).
Он был продюсером широкого творческого диапазона, поскольку он мог одновременно работать с сильно отличающимися группами Run-D.M.C. и Whodini. Первая группа была ориентирована на рок, вторая склонялась к R&B.
Работа Смита породила не только уважение критиков, но и популярный успех. В месяце, заканчивающемся 23 февраля 1985 года, оба альбома, Run-D.M.C. и Escape, были удостоены «золотых» сертификатов от RIAA, также как и одноимённый дебютный альбом группы The Fat Boys, на котором Смит играл на басу и помог сочинить хитовый сингл «Jail House Rap». Эти альбомы были одними из самых первых хип-хоп-альбомов, которые были сертифицированы «золотыми» по продажам Американской ассоциацией звукозаписывающих компаний.
В 1987 году Джон «Экстази» Флетчер из группы Whodini назвал Смита «Куинси Джонсом рэпа». В 2010 году Дэррил «D.M.C.» Макдэниелс из группы Run-D.M.C. заявил: «Музыкальный арсенал Ларри Смита равен арсеналу Dr. Dre». В 2009 году продюсер DJ Premier поставил Смита на 1 место в своём списке «5 лучших мёртвых или живых продюсеров», опередив Марли Марла, Кёртиса Мэнтроника, Джеймса Брауна и Рика Рубина.

## Ранняя карьера
Ларри Смит вырос в районе Сейнт Олбанс в Куинсе, Нью-Йорк, и посещал среднюю школу Эндрю Джэксон Хай Скул (англ. Andrew Jackson High School). Он научился играть на басу, слушая записи Джеймса Брауна. Со временем Смит делал все виды сессионной работы, играл панк-рок, джаз и блюз, а затем вошёл в домашнюю группу из более чем одного музыканта.
В 1979 году Смит был завербован своим старым другом Робертом «Рокки» Фордом, тогда начинающим музыкальным продюсером, для игры на бас-гитаре в песне «Christmas Rappin’» Кёртиса Блоу. Смит продолжал сочинять и играть на басу на других записях Блоу, таких как «The Breaks» (одна из первых хип-хоп-записей, попавших в чарт Billboard Hot 100 журнала Billboard и получившая «золотой» статус по продажам), «Hard Times», «Tough», «Day Dreamin’» и «The Deuce».
Во время работы с Блоу Ларри Смит встретился с менеджером Блоу, Расселлом Симмонсом. К 1982 году пара продюсировала записи вместе, начиная с пары синглов для рэпера Джимми Спайсера: «Bubble Bunch» (1982) и «Money (Dollar Bill, Y’all)» (1983). Последний был засэмплирован не менее 34 раз, в том числе группой De La Soul («Bitties in the BK Lounge», 1991), Maino («Hi Hater», 2009), и Kanye West («Eyes Closed», 2010). Песня была переименована в «Money Money» и на неё была сделана кавер-версия в 1987 году ямайским Преподобным Баду, который сделал её в жанрах дэнсхолл и регги. В 1985 году Смит спродюсировал «Roots, Rap, Reggae» для Run-D.M.C. и приглашённого артиста Yellowman. Это была одна из первых совместных коллабораций жанров рэп и регги. В 1997 году рэпер Coolio сделал кавер-версию этой песни.
Также в 1983 году Смит объединился с гитаристом-диджеем Davy DMX и барабанщиком Тревором Гейлом в группу под названием Orange Krush. Единственный сингл группы, «Action», был очень влиятельным, благодаря резкому и барабанному фанки ритму Гейла. До конца года Смит перевёл этот ритм в драм-машину Oberheim DMX, добавил несколько хлопков и даровал имя своему результату: Krush Groove. Он продолжил применять Krush Groove в качестве основы для 4 ранних синглов Run-D.M.C.: «Sucker M.C.'s (Krush-Groove 1)», «Hollis Crew (Krush-Groove 2)», «Darryl & Joe (Krush-Groove 3)» и «Together Forever (Krush-Groove 4)».

## СозданиеRun-D.M.C.иKing of Rock
Хотя Смит был опытным музыкантом, он решил не нанимать живых студийных музыкантов для создания музыки для Run-D.M.C. Он полагался на драм-машины с целью воспроизвести на записи супер-безумный звук хип-хоп-музыки, который звучал тогда в городских парках и клубах. Революционный результат, воплощённый на первом сингле Run-D.M.C. «It’s Like That»/«Sucker MC’s», был немного больше, чем просто ритмы и рифмы. «С отсутствием басов и акцентом на драм хлопки «Sucker MC’s» предоставил шаблон для большинства хип-хоп-записей с 1983 по 1987 годы, - говорит критик Джесси Сервер. «Этот сингл полностью изменил хип-хоп… одним махом назвав старой школой всё, что предшествовало ему», - написал Питер Шапиро в книге «The Rough Guide to HipHop». «Sucker MC’s» был засэмплирован Кид Роком в песне «Super Rhyme Maker» (1990), De La Soul в песне «Ego Trippin’ (Part Two)» (1993), Тупаком Шакуром и Redman'ом в песне «Got My Mind Made Up» (1996), и Снуп Доггом в песне «Hoop Dreams (He Got Game)» (1999), среди многих других.
Когда одноимённый первый альбом Run-D.M.C. был выпущен весной 1984 года, критик Роберт Кристгау назвал его «легким самым хитрым и формально устойчивым хип-хоп-альбомом когда-либо.» Одним из выдающихся треков альбома был «Rock Box», новаторский гибрид хип-хопа и рока. Согласно Биллу Адлеру в книге Tougher Than Leather: The Rise of Run-D.M.C., когда они записывали эту песню, их услышала рок-группа Riot, записывавшаяся в нью-йоркской студии Greene Street Studios. «Они увидели эти громкие гитары, - вспоминает Расселл Симмонс, - и они начали кричать: 'Мы можем это сделать! Что за хрень, мы тоже можем так сделать!'»
Стив Леб, владелец студии звукозаписи Greene Street Studios, откровенно скептически относился к жизнеспособности кроссовера рок-хип-хоп. «Ты в своём уме?», - сказал он Смиту. «Ниггеры тоже играют рок-н-ролл», - ответил Смит. Затем он принял на работу своего старого друга из района Холлис, Эдди Мартинеса, известного своим друзьям как безумный латинос, чтобы сыграть гитарную партию для «Rock Box».
Названный журналом The Source в 1998 году как один из 100 лучших рэп-альбомов всех времён и журналом Rolling Stone как один из 100 величайших альбомов 1980-х годов, Run-D.M.C. - это «альбом, который навсегда оторвал рэп от диско и позволил рэпу жить своей собственной жизнью», - согласно критику Тому Брейхану в 2005 году.
Вторым альбомом Смита и Симмонса для Run-D.M.C. стал King of Rock. Заглавный трек, в котором снова играл Эдди Мартинес на гитаре, позволил группе «хрустеть и трещать как какой-то Black Sabbath в хип-хопе», по словам журнала Rolling Stone. В последующие годы заглавный трек оказался на саундтреке к видеоиграм «Guitar Hero: Aerosmith» и «Thrasher Presents Skate and Destroy». Альбом был сертифицирован как «платиновый» в 1987 году.

## СозданиеEscape
В связи с успехом первых синглов Run-D.M.C. Смит занялся продюсированием нового альбома Whodini, бруклинского хип-хоп-трио, которое записывалось с 1982 года для тогдашнего лондонского лейбла Jive Records. Подобно тому, как сингл «It’s Like That»/«Sucker MC’s» закрепил за собой успех дебютного альбома Run-D.M.C., спродюсированный Смитом сингл «Friends»/«Five Minuts of Funk» закрепил за собой успех альбома Whodini Escape. В конечном счёте, он достиг 4 места в чарте Hot R&B Singles журнала Billboard.
В интервью 2009 года с Джесси Сервером Джалил Хатчинс из группы Whodini напомнил, как его представили Смиту в клубе Disco Fever в Бронксе: «Я и Ларри стали друзьями, и когда мы собирались записывать песни, мы сказали: 'Лар, что у тебя есть?' Он изложил свои идеи очень быстро, и первым инструменталом был «Five Minutes of Funk». Когда мы послушали этот ритм, мы подумали: 'С тобой будет весело'. Мы сделали эту запись примерно через полчаса».
В 1985 году критик Криспин Сартвелл назвал «Five Minutes of Funk», «одним из самых запоминающихся синглов 1984 года» По состоянию на 2016 год, «Five Minutes of Funk» был засэмплирован не меньше 44 раз, в частности Jayo Felony (в «Nitty Gritty», 1998) и Snoop Dogg (в «Game of Life», 2004).
Джон «Ecstacy» Флетчер говорил о создании «Friends», что группа Whodini хотела создать «песню, которую люди в районах будут играть за окном летом.» По состоянию на 2016 год, «Friends был засэмплирован не меньше 116 раз, прежде всего Nasом в песне «If I Ruled the World (Imagine That)», но также и Доктором Дре в 2004 году, KRS-One, и Уиллом Смитом.
Другой известный сингл с альбома «Escape» - «Freaks Come out Night», о нём критик Грег Тейт написал: «Смит и Whodini  заложили фундамент для генома хип-хопа, способного к личному откровению, как блюз Роберта Джонсона, и столь же мудрого, как мелодическая муза Уэйна Шортера." Сертифицированный как «платиновый» в 1987 году, Escape был назван одним из 100 лучших рэп-альбомов в журнале The Source в 1998 году.
Критик Винс Алетти, написавший про Энди Уорхола в журнале Интервью в апреле 1986 года, подытожил влияние работы Смита на Whodini: «Фанковый, но мелодичный микс, который придаёт материалу привлекательность песен, в отличие от скудных рэп-атак, эти песни стали хитами, которые помогли открыть уши и радиоволны для хип-хопа».

## Личная жизнь
В ноябре 2007 года Смит перенёс инсульт, после которого он больше не мог разговаривать.
Он умер 19 декабря 2014 года.